# كارل كريستنسن
كارل كريستنسن (بالإنجليزية: Carl Christensen)‏ (5 يوليو 1956 في الولايات المتحدة - ) هو مدرب كرة قدم ولاعب كرة قدم أمريكي في مركز الدفاع. لعب مع سان خوزيه إيرث كويكس ودالاس تورنايدو وويتشاتا وينغز ‏.

## وصلات خارجية
- كارل كريستنسن على موقع قاعدة بيانات كرة القدم.إي يو (الإنجليزية)